# Dominik Špiriak
Dominik Špiriak (Bratislava, 22 marzo 1999) è un calciatore slovacco, difensore del Komárno.

## Caratteristiche tecniche
È un difensore centrale.

## Carriera

### Club
Cresciuto nel settore giovanile del Senec, ha esordito in prima squadra il 7 novembre 2015 in occasione dell'incontro di 2. Liga vinto 4-2 contro il Nové Mesto nad Váhom. Nel 2017 è stato acquistato dal DAC Dunajská Streda.

### Nazionale
Ha giocato nelle nazionali giovanili slovacche Under-17, Under-19 ed Under-21.

## Statistiche

### Presenze e reti nei club
Statistiche aggiornate al 11 marzo 2023.
| Stagione                   | Squadra                    | Campionato                 | Campionato | Campionato | Coppe nazionali | Coppe nazionali | Coppe nazionali | Coppe continentali | Coppe continentali | Coppe continentali | Altre coppe | Altre coppe | Altre coppe | Totale | Totale | Totale |
| Stagione                   | Squadra                    | Comp                       | Pres       | Reti       | Comp            | Pres            | Reti            | Comp               | Pres               | Reti               | Comp        | Pres        | Reti        | Pres   | Reti   |        |
| -------------------------- | -------------------------- | -------------------------- | ---------- | ---------- | --------------- | --------------- | --------------- | ------------------ | ------------------ | ------------------ | ----------- | ----------- | ----------- | ------ | ------ | ------ |
| 2015-2016                  | Senec                      | 1L                         | 1          | 0          | CS              | 0               | 0               | -                  | -                  | -                  | -           | -           | -           | 1      | 0      |        |
| 2016-2017                  | DAC Dunajská Streda        | SL                         | 0          | 0          | CS              | 0               | 0               | -                  | -                  | -                  | -           | -           | -           | 0      | 0      |        |
| 2017-feb. 2018             | DAC Dunajská Streda        | SL                         | 0          | 0          | CS              | 2               | 0               | -                  | -                  | -                  | -           | -           | -           | 2      | 0      |        |
| feb.-giu. 2018             | Komárno                    | L1                         | 12         | 0          | CS              | -               | -               | -                  | -                  | -                  | -           | -           | -           | 12     | 0      |        |
| 2018-2019                  | DAC Dunajská Streda        | SL                         | 2          | 0          | CS              | 2               | 0               | UEL                | 1                  | 0                  | -           | -           | -           | 5      | 0      |        |
| Totale DAC Dunajska Streda | Totale DAC Dunajska Streda | Totale DAC Dunajska Streda | 2          | 0          |                 | 4               | 0               |                    | 1                  | 0                  |             | -           | -           | 7      | 0      |        |
| 2018-2019                  | Zemplín Michalovce         | SL                         | 2+8        | 0          | CS              | 0               | 0               | -                  | -                  | -                  | -           | -           | -           | 10     | 0      |        |
| 2019-2020                  | Ergotelīs                  | BE                         | 12         | 0          | CG              | 2               | 0               | -                  | -                  | -                  | -           | -           | -           | 14     | 0      |        |
| 2020-2021                  | Pohronie                   | SL                         | 14+6       | 1+0        | CS              | 2               | 0               | -                  | -                  | -                  | -           | -           | -           | 22     | 1      |        |
| 2021-2022                  | Pohronie                   | SL                         | 8          | 0          | CS              | 2               | 0               | -                  | -                  | -                  | -           | -           | -           | 10     | 0      |        |
| Totale Pohronie            | Totale Pohronie            | Totale Pohronie            | 28         | 1          |                 | 4               | 0               |                    | -                  | -                  |             | -           | -           | 32     | 1      |        |
| 2022-2023                  | Komárno                    | 1L                         | 15         | 0          | CS              | 4               | 0               | -                  | -                  | -                  | -           | -           | -           | 19     | 0      |        |
| Totale Komarno             | Totale Komarno             | Totale Komarno             | 27         | 0          |                 | 4               | 0               |                    | -                  | -                  |             | -           | -           | 31     | 0      |        |
| Totale carriera            | Totale carriera            | Totale carriera            | 80         | 1          |                 | 14              | 0               |                    | 1                  | 0                  |             | -           | -           | 95     | 1      |        |

## Palmarès

### Club

#### Competizioni nazionali
- 2. Liga (Slovacchia): 1

Komarno: 2023-2024